# Die himmlische Hochzeit

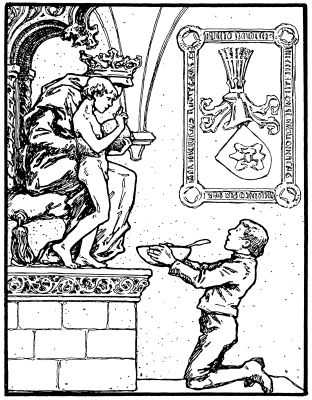
Illustration von Otto Ubbelohde, 1909

Die himmlische Hochzeit ist die neunte von zehn Kinderlegenden im Anhang der Kinder- und Hausmärchen der Brüder Grimm (KHM 209; ATU 767).

## Inhalt
Ein armer Bauernbub hört eine Predigt, der Weg zum Himmel führe immer geradeaus. Er geht und kommt zum Gottesdienst in eine große Stadtkirche, meint sich im Himmel und lässt sich nicht wegschicken. Er sieht, wie die Leute vor Maria mit dem Jesuskind beten und hält es für Gott. Er teilt mit ihm sein Essen, und das Bild wird dicker. Als er einmal acht Tage bettlägerig ist, geht er danach hin und entschuldigt sich bei dem Bild. Das lädt ihn auf nächsten Sonntag zur Hochzeit. Der Pfarrer, der ihn beobachtet hat, darf nicht mit, aber gibt ihm sonntags das Abendmahl, da fällt der Junge tot um.

## Herkunft
Die Legende steht ab der 2. Auflage (1819) als Kinderlegende Nr. 9, vorher im zweiten Teil der 1. Auflage (1815) als Märchen Nr. 35. Die Anmerkung notiert „Aus dem Meklenburgischen, doch auch im Münsterland bekannt.“ Sie vergleichen eine indische Sage von einem Knaben, der ein Götterbild füttert „(Polier 2, 302. 303)“, und eine Schweizerische von einem, der in seiner Unschuld Wasser im Sieb tragen konnte, wie die indische Mariatale.
Genannter Münsterländer Text ist erhalten, hier aber nicht benutzt. Die Legende ist seit dem Mittelalter bekannt. Vgl. KHM 139 Dat Mäken von Brakel, KHM 204 Armut und Demut führen zum Himmel.